# Gastone Cottino
Gastone Cottino (Torino, 8 febbraio 1925 – Torino, 4 gennaio 2024) è stato un giurista, partigiano e politico italiano.

## Biografia
In seguito agli eventi dell'8 settembre 1943 partecipò alla resistenza torinese entrando nella Brigata SAP "Mingione" con il nome di battaglia «Lucio». Fu tra i partigiani che il 26 aprile 1945 assaltarono e liberarono il municipio di Torino.
Nel dopoguerra si laureò in giurisprudenza ed entrò nel PCI, con cui fu consigliere comunale a Torino, eletto come indipendente, tra il 1985 e il 1990. Dopo la svolta della Bolognina aderì a Rifondazione Comunista. 
Per tutta la vita unì l'impegno politico all'attività di docente come professore di diritto commerciale all'Università di Torino, dove fu anche preside della Facoltà di Giurisprudenza. 
Morì a Torino il 4 gennaio 2024, all'età di 98 anni.

## Premi e onorificenze
- Socio dell'Accademia Nazionale dei Lincei[6]
- Socio dell'Accademia delle scienze di Torino dal 1976[7]
- Sigillo civico della Città di Torino consegnato in occasione del 70º anniversario della Liberazione[4]